# Eochelidium rostriopiculum
Eochelidium rostriopiculum is een vlokreeftensoort uit de familie van de Oedicerotidae. De wetenschappelijke naam van de soort is voor het eerst geldig gepubliceerd in 1987 door Hirayama.